# The Datsuns (álbum)
| Críticas profissionais | Críticas profissionais |
| Pontuações agregadas   | Pontuações agregadas   |
| Fonte                  | Avaliação              |
| ---------------------- | ---------------------- |
| Metacritic             | 67/100                 |
| Avaliações da crítica  |                        |
| Fonte                  | Avaliação              |
| Allmusic               | [ 2 ]                  |
| Degeneracion Rock      | [ 3 ]                  |
| Pitchfork Media        | 2.8/10                 |

The Datsuns é o álbum de estreia da banda neo-zelandesa de hard rockThe Datsuns. Ele foi lançado em 2002 e tem três músicas que apareceram previamente: "Sittin' Pretty", "Fink For The Man" e "Lady".
Um vídeo musical foi produzido para "In Love", o qual consiste em uma cena do show, em preto e branco, da performance da música. Em 2003, no revival do Headbangers Ball, o baterista do Metallica, Lars Ulrich, elogiou a The Datsuns antes de tocar "In Love".

## Faixas
| N.º | Título                               | Duração |  |
| 1.  | "Sittin' Pretty"                     | 3:02    |  |
| 2.  | "MF From Hell"                       | 3:34    |  |
| 3.  | "Lady"                               | 2:56    |  |
| 4.  | "Harmonic Generator"                 | 3:04    |  |
| 5.  | "What Would I Know"                  | 5:35    |  |
| 6.  | "At Your Touch"                      | 3:30    |  |
| 7.  | "Fink For The Man"                   | 4:34    |  |
| 8.  | "In Love"                            | 2:55    |  |
| 9.  | "You Build Me Up (To Bring Me Down)" | 3:58    |  |
| 10. | "Freeze Sucker"                      | 6:30    |  |